# Gösta Larsson (konstnär)
Gösta David Larsson, född 28 november 1912 i Lundby församling i Göteborg, död 25 februari 1978 i Domkyrkoförsamlingen i Göteborg, var en svensk grafiker och målare.
Han var son till brovakten David Larsson och Anna Sofia Johansson. Han studerade konst vid Slöjdföreningens skola i Göteborg 1947–1949 och fortsatte därefter sina studier i grafik för Harald Sallberg och Emil Johanson-Thor i Stockholm 1950–1951 samt därefter ytterligare grafikstudier i Rom och Florens. Han medverkade i ett flertal samlingsutställningar bland annat i Konst i det fria som visades i Stockholm 1954 och han var representerad i en utställning med svensk grafik som visades i Havanna 1955 samt medverkade i Göteborgs konstförenings Decemberutställningar på Göteborgs konsthall. Vid FIBs tävling för grafiker om bästa Stockholms motiv delade han förstapriset med Reinhold Ljunggren med sin akvatint Port mot Hötorget. Tillsammans med Torsten Waldemarsson etablerade han 1952 ett koppartryckeri i Göteborg som utförde koppartryck för externa kunder. Hans konst består av landskapsskildringar från Italien, figurer, och stilleben i träsnitt, etsningar och akvarell. Larsson är representerad vid bland annat Moderna museet i Stockholm. Han är gravsatt i minneslunden på Kvibergs kyrkogård i Göteborg.